# Al-Shabab Club
Al-Shabab Club (arab. نادي الشباب) – bahrajński klub piłkarski mający siedzibę w mieście Dżidd Hafs. Obecnie występuje na najwyższym poziomie rozgrywkowym w Bahrajnie – Bahraini Premier League.

## Historia
Klub powstał w 2001 roku w mieście Dżidd Hafs w wyniku fuzji drużyn Deyya, Sanabis, Jadd Hafs, Naeem, Karrana, Sahla i Karbabad, debiutując w najwyższej lidze rok później. Po powstaniu w Bahrajnie w 2011 roku Al-Shabab był jednym z dwóch klubów rozwiązanych za rzekome powiązania z szyizmem. Rok później został przywrócony, ale zdegradowany do drugiego poziomu rozgrywkowego.

## Sukcesy
- Puchar Króla Bahrajnu[2]

Zdobywca (1×): 2004
Finalista (1×): 2005

## Puchary międzynarodowe
Legenda do wszystkich tabel:
- Q – runda eliminacyjna, 1/16, 1/8, 1/4, 1/2 – odpowiednia faza rozgrywek, Grupa – runda grupowa, 1r gr – pierwsza runda grupowa, 2r gr – druga runda grupowa, F – finał, R – runda, PO – play-off
- k. – rzuty karne, los. – losowanie, Dogr. – dogrywka, w. – zasada bramek strzelonych na wyjeździe

| Sezon   | Rozgrywki             | Runda | Klub         | Dom | Wyjazd | Ogólnie |
| ------- | --------------------- | ----- | ------------ | --- | ------ | ------- |
| 2005/06 | Arabska Liga Mistrzów | 1R    | Al-Talaba SC | 1–3 | 1–4    | 2–7     |

## Obecny skład
Stan na 22 sierpnia 2020
| Nr | Poz. | Piłkarz                |
| -- | ---- | ---------------------- |
| ?  | BR   | Ahmad Falah            |
| ?  | OB   | Ali Madan              |
| ?  | OB   | Azeez Saheed           |
| ?  | OB   | Mahmoud Mokhtar        |
| ?  | PO   | Abd Al Rahman Abdullah |
| ?  | PO   | Faisal Al Harthi       |
| ?  | PO   | Talal Al Sharqawi      |
| ?  | PO   | Sayed Jaafar           |
| ?  | PO   | Mohammed Mansour       |
| ?  | PO   | Hakeem Ali Mohammad    |

| Nr | Poz. | Piłkarz               |
| -- | ---- | --------------------- |
| ?  | PO   | Hussain Qasab         |
| ?  | NA   | Ahmed Yousif Abdullah |
| ?  | NA   | Prince Obus Aggreh    |
| ?  | NA   | Husajn Abd Allah      |
| ?  | NA   | Sayed Ali Issa        |
| ?  | NA   | Sayed Ibraheem Alawi  |
| ?  | NA   | Hassan Madan          |
| ?  | NA   | Mohammad Makki        |
| ?  | NA   | Ali Saeed             |